# Ṣubḥ-i Azal
Mírzá Yaḥyá Núrí Ṣubḥ-i Azal (Aurora dell'Eternità; Teheran, 1831 – Famagosta, 29 aprile 1912) è stato un religioso persiano, figlio di Mírzá Buzurg-i Núrí e di Kúchik Khánum-i Kirmánsháhi, successore del Báb, e capo del movimento bábí dopo la sua morte per fucilazione.
Nacque in un sobborgo di Teheran, in una famiglia originaria del villaggio di Tákur, nella provincia di Nur, nella regione persiana del Mazandaran, e morì a Famagosta, nell'isola di Cipro, dove era stato mandato in esilio dall'Impero ottomano nel 1868.

## Biografia

### Infanzia e giovinezza

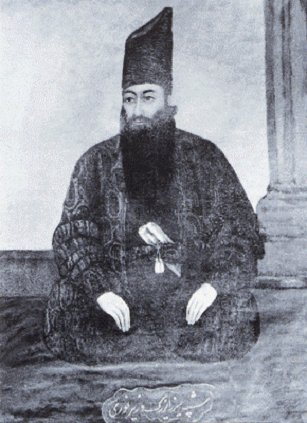
Mírzá 'Abbás-i Núrí (conosciuto come Mírzá Buzurg, morto nel 1839), padre di Mírzá Yaḥyá e di Bahá’u’lláh

A causa della prematura morte dei suoi genitori (sua madre morì alla sua nascita e suo padre nel 1839, quando aveva otto anni) si prese cura di lui Khadíja Khánum, la madre di Bahá'u'lláh.
Secondo testimonianze dei suoi famigliari, fu un bambino tranquillo e molto gentile. Trascorse la sua infanzia a Teheran, passando l'estate nel villaggio di Tákur, seguendo una tradizione di famiglia. Arthur de Gobineau racconta che, giunto all'età di cinque anni, la sua matrigna lo mandò a scuola, ma egli rifiutò di restarvi più di tre giorni, poiché il maestro l'aveva picchiato con un bastone. Imparò la lingua persiana e fu un assai buon calligrafo, ma non gli piaceva la lingua araba.
Nel 1844, all'età di circa quattordici anni, divenne un seguace del Báb, fondatore del Bábismo (o fede babi) (persiano: بابی ها = Bábí há), che gli diede diversi titoli, come: Thamaratu l-Azaliyyah ("Frutto dell'Eternità") e Ismu l-Azal ("Nome dell'Eternità"). Gli Azali lo chiamarono Hadrat-i Azal ("Santità dell'Eternità") e Ṣubḥ-i-Azal ("Aurora dell'Eternità"). Quest'ultimo titolo (il suo più conosciuto) figura nei Hadith-i Kumayl, il Bab lo cita nel suo libro intitolato Dala'il-i Sab'ih (Le Sette Prove). Gli Azali interpretano questa citazione come una citazione di Mírzá Yaḥyá e, così lo appellarono e lo chiamano anche i Bahá’í, o come dice Manúchihri Sipihr questo titolo fu attribuito solo a lui.
All'età di sedici o diciassette anni, Ṣubḥ-i Azal sposò sua cugina Fatima Khánum. Sposò anche Maryam Khánum, conosciuta come Qaneteh, bisnonna di Atiyya Ruhi, che ha scritto la sua biografia.
In seguito Ṣubḥ-i Azal andò a Nur, e di là a Barfurush, dove incontrò Muhammad Ali (Quddús) di Barfurush, che aveva accompagnato il Báb nel suo pellegrinaggio alla Mecca. Nel 1848, sempre a Barfurush, incontrò Quddús e Qurrat ul-'Ayn, sul ritorno da un raduno dei Babi a Badasht. Fu poi arrestato con altri Babí mentre si preparava a raggiungere Quddús, picchiato e imprigionato.

### Successione del Báb
Il Báb durante la sua prigionia nella fortezza di Chehriq, dopo il martirio di Quddús, scrisse nel 1849 una lettera intitolata Lawh-i Vasaya, considerata come suo testamento dove nominava Ṣubḥ-i Azal suo successore e guida della comunità babí dopo la sua morte, fino al momento in cui non sarebbe apparso "Colui che Dio renderà manifesto" (man yuẓhiruhu lláh, in arabo: من یظهر الله, e in persiano:مظهر کلّیه الهی), con le consegne di:

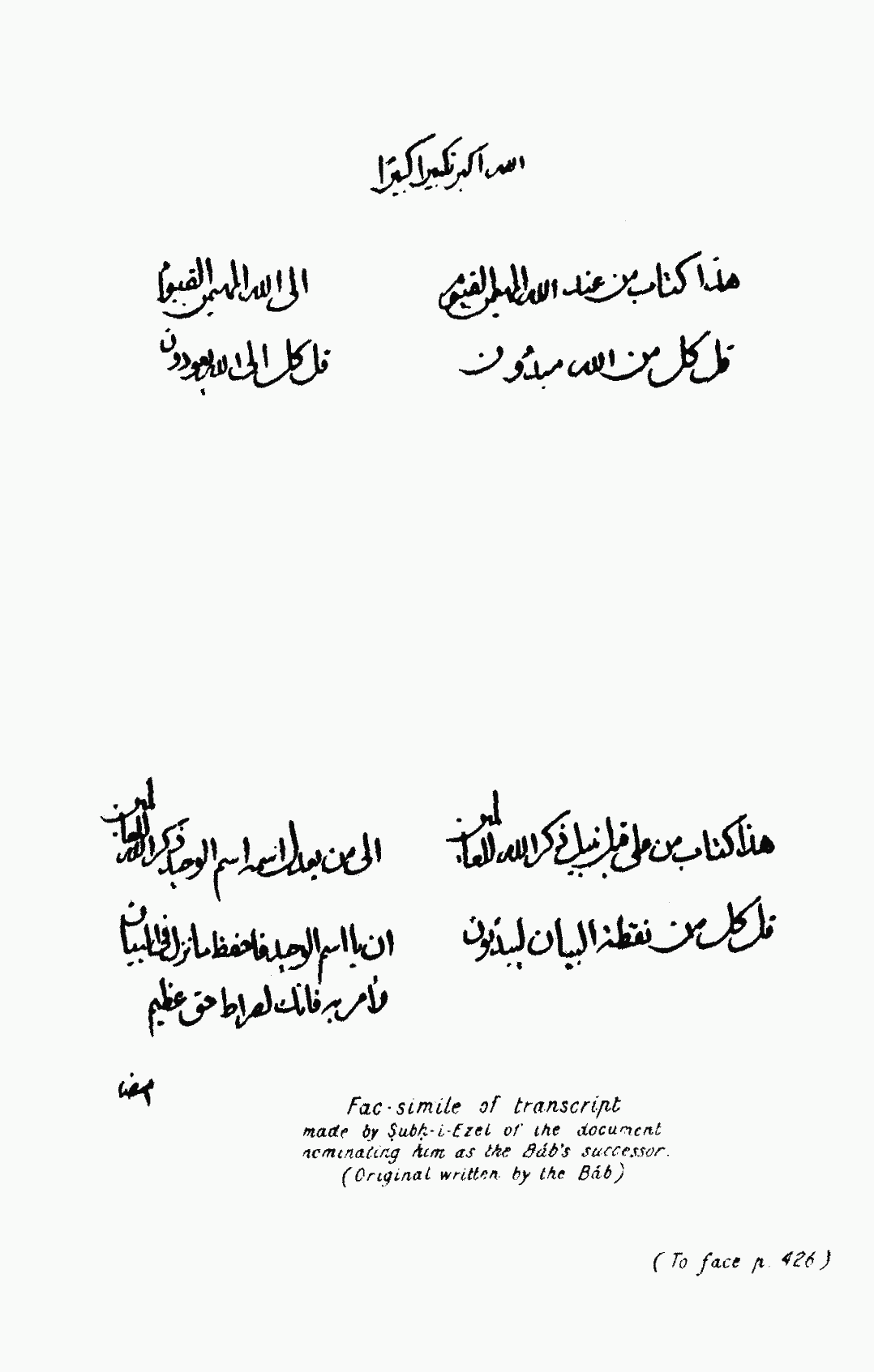
Documento di nomina come successore del Báb, trascritto da Ṣubḥ-i Azal.

- assicurare la sua propria sicurezza, quella dei suoi scritti e di tutto ciò che è rivelato nel Bayán.
- comunicare con i Babí e domandare consiglio ai Testimoni del Bayán, come pure a Áqá Siyyid Ḥusayn Yazdí.
- raccogliere e completare gli scritti santi del Báb, per poi distribuirli tra i Babí e farli conoscere all'umanità.
- invitare tutti gli uomini ad abbracciare la Rivelazione del Báb.
- designare il suo proprio successore.
- riconoscere "Colui che Dio renderà manifesto" quando il verrà e invitare gli uomini a fare altrettanto.

E.G. Browne, nel commento al testo di Hajj Mirza Jani di Kashan, sui Bábí, scrive al riguardo di quella nomina:
"Briefly what clearly appears from this account is that Mirza Yahya received the title of Subh-i-Azal because he appeared in the fifth year of the Manifestation, which, according to a tradition of Kumayl (p. 3, last line of the text) is characterized by "a Light which shone forth from the Dawn of Eternity"; that the Bab bestowed on him his personal effects, including his writings, clothes and rings, nominated him as his successor (Wali), and bade him write the eight unwritten Wahids of the Bayan, but abrogate it if "'He whom God', shall manifest" should appear in his time, and put into practice that with which he should be inspired."
Come riferito da A.-L.-M. Nicolas "Che questo Mirzá Yahya [Subh-i Azal] sia stato considerato da tutti i Babí come il successore del defunto Báb, non può essere dubitato da nessuno e i bahá’í sono in malafede se lo negano"
Nel testo "La Fede bahá'í in India" , riportando dei particolari sulla vita di Siyyid Basír-i-Hindí (uno dei più devoti credenti del Bâb), quindi uno che da vicino visse le vicende del primo periodo babì, l'autore scrive che vi sono due punti su cui tutte le fonti concordano. Il primo consiste in un certo disprezzo da parte di Siyyid Basír-i-Hindí nei confronti della figura di Mirzá Yahyá Núrí, e, sempre a pag. 27, nella nota a piè pagina, così delinea il nocciolo della questione azalí: Mirzá Yahyá Núrí Şubh-i-Azal (1831-1912), leader della fazione bábí denominata azalí. Fratellastro e (in seguito) acerrimo nemico di Bahá'u'lláh. Fu nominato dal Báb guida e capo del movimento prima del suo martirio. Aveva ricevuto il compito di riconoscere e prestare servizio alla figura messianica di cui il Báb profetizzò la venuta, il "man yuzhiruhu'lláh" (Colui Che Dio manifesterà). Quando Bahá'u'lláh, nel 1863, dichiarò apertamente di essere <<Colui Che Dio manifesterà>>, Mirzá Yahyá non riconobbe tale pretesa e cominciò una dura campagna di opposizione a Bahá'u'lláh, tentando più volte di ucciderlo e avvelenarlo, e di dissimulazione, pervertimento e falsificazione dei testi originali del Báb - Cosa di cui lo studioso britannico E. G. Browne non si rese conto - per far apparire che lui, invece di Bahá'u'lláh, era la figura profetica tanto attesa.
Sempre in La Fede bahá'í in India , così si descrive la situazione bábí in quel difficile periodo iracheno: Il movimento bábí era dunque collassato sotto i colpi delle persecuzioni, le sue figure-guida uccise e alcuni personaggi di una certa influenza all'interno del movimento furono esiliati al di fuori dei confini iranici. Cruciale alla sopravvivenza della comunità fu proprio il gruppo che seguì Bahá'u'lláh in esilio a Baghdad in territorio ottomano. L'incapacità di Mirzá Yahyá - che, spaventato dalla piega che avevano preso gli ultimi eventi, si era eclissato e messo al sicuro - nel condurre la guida della comunità religiosa portò Bahá'u'lláh a divenirne il leader de facto e a divenire anche colui che risollevò il morale della comunità martoriata dalle circostanze avverse, colui che riorganizzò il corpo dei credenti dentro e fuori l'Iran.
Cercando di assicurare la sua propria sicurezza, Ṣubḥ-i Azal si nascose sotto falsi nomi, praticando la dissimulazione, e riuscì così a scampare alle persecuzioni che colpirono i Babí in seguito al tentato assassinio dello scià di Persia Nasser al-Din Shah Qajar(1831-1896) il 15 agosto 1852, e visse in esilio fino alla sua morte, prima a Baghdad, poi a Adrianopoli e infine a Famagosta.

### Esilio a Baghdad
Ṣubḥ-i Azal era riuscito a scampare alla sanguinosa repressione dei Babí a Tákur e, sotto mentite spoglie di derviscio, ad arrivare a Bagdad, dove visse nascosto col falso nome di Ḥájí 'Alíy-i lás Furúsh, mantenendo i contatti con la comunità dei Babí tramite degli emissari chiamati "Testimoni del Bayán". Mentre Ṣubḥ-i Azal cercava di occultare la sua presenza a Baghdad (come usanza degli shi'iti) nel timore di essere arrestato, Bahá'u'lláh divenne sempre più il punto di riferimento carismatico della comunità. Se da una parte durante il suo esilio a Baghdad, Bahá'u'lláh riconobbe a più riprese il ruolo di Ṣubḥ-i Azal come capo della Comunità bábi, almeno nei primi tempi, tanto privatamente o nelle sue lettere che pubblicamente, 
l'assenza di Ṣubḥ-i Azal portò però di fatto i Babí a rivolgersi sempre di più a Bahá'u'lláh. Dopo l'esecuzione del Báb il 9 luglio 1850 alcuni Babí dichiararono d'essere "Colui che Dio renderà manifesto" annunciato dal Báb, ma nessuno di loro riuscì a convincere la comunità della fondatezza di quella pretesa. Bahá'u'lláh, supposto leader della comunità babí, motivo per cui era stato esiliato e condannato a quattro mesi di prigionia in un carcere sotterraneo che era un'ex cisterna dell'acqua, molti anni dopo riferì d'aver avuto proprio nella prigione sotterranea detta: Siyah-Chal, a Teheran, l'esperienza mistica che lo rese cosciente d'essere lui stesso "Colui che Dio renderà manifesto", ma fu solamente nell'aprile del 1863 che lo annunciò, una dozzina di giorni prima di lasciare Baghdad per l'ulteriore Suo esilio a Costantinopoli, dando origine così alla Fede bahá'í. La maggioranza dei Babí infatti lo riconobbe come tale e diventarono seguaci della nuova religione da lui fondata: il Bahaismo o Fede baha'i. Ma Ṣubḥ-i Azal non accettò quella Rivelazione, e una minoranza della comunità dei Babí lo seguì e gli restò fedele. Entrambi i gruppi erano in esilio.

### Esilio ad Adrianopoli - poi separazione tra Cipro ed Akká
Dopo l’iniziale esilio a Baghdad di Bahá’u’lláh e della sua famiglia che durò fin ad aprile del 1863, tutti i babí compresi quanti riconobbero (negli ultimi giorni iracheni) Bahá’u’lláh come Inviato da Dio profetizzato dal Báb, furono trasferiti a Costantinopoli, per essere poi ancora esiliati, quattro mesi dopo, ad Adrianopoli (oggi Edirne), dopodiché nell’agosto del 1868 avvenne la netta separazione tra Mirzá Yahyá che venne mandato con i suoi seguaci e quattro bahá’í a Cipro, mentre Bahá’u’lláh col suo gruppo e alcuni Azalí, tra cui Siyyid Muhammad, definito l’anticristo della Rivelazione bahá’í,, o anche l'"eminenza grigia" di Subh-i Azal, furono confinati ad Akká: San Giovanni d'Acri, in Palestina.
In quarant’anni d’esilio e reclusione Bahá’u’lláh patì un mare di sofferenze, ma, a Suo dire, il colmo delle afflizioni avvenne proprio nell’ultimo imprigionamento e confino ad Akká, ciò malgrado il tradimento e patimenti che subì in Adrianopoli ad opera del suo fratellastro Mirzá Yahyá che, secondo la storiografia bahá’í, non solo l’avvelenò, ma cercò anche di farlo uccidere come narra in modo dettagliato Shoghi Effendi in più pagine del suo libro "God Passes By". Testo che, nei capitoli X e XI, rievoca tali dolorose e tristi vicende che in parte qui sotto vengono riportate o riassunte dallo stesso testo tradotto in italiano col titolo “Dio passa nel Mondo” (vedi bibliografia).
Mirzá Yahyá, dopo l’avvenuta dichiarazione di Bahá’u’lláh come Messaggero di Dio, rinnegando Bahá’u’lláh come Promesso del Báb, e a causa delle sue insistite empietà, è considerato negli scritti bahá’í come il principale violatore del Patto del Báb. Da allora spronato dalla sua crescente gelosia, e spinto dal suo irresistibile amore per il comando, fu via via portato a compiere tali atti da impedire che potessero restar nascosti o esser ulteriormente tollerati. 
Irrimediabilmente corrotto dalla sua costante associazione con Siyyid Muhammad (l’anticristo della Rivelazione bahá’í), … spalmando la tazza da tè di Bahá’u’lláh con una sostanza che aveva preparato, riuscì ad avvelenarlo abbastanza da produrgli una seria malattia che durò non meno di un mese, accompagnata da forti dolori e febbre alta … la sua condizione era così grave che un dottore straniero di nome Shíshmán, fu chiamato per assisterlo. Il dottore fu così spaventato dal Suo colorito livido, che giudicò il Suo caso senza speranza e, dopo essere caduto ai suoi piedi, se ne andò senza prescrivere alcun rimedio. Pochi giorni dopo, quel medico cadde ammalato e morì. Precedentemente alla sua morte, Bahá’u’lláh aveva dichiarato che il dottor Shíshmán   aveva sacrificato la sua vita per Lui. 
A Mirzá Áqá Ján, mandato da Bahá’u’lláh a fargli visita, il dottor Shíshmán disse che Dio aveva risposto alle sue preghiere, e che dopo la sua morte un certo dottor Chúpán, che egli conosceva come persona fidata, avrebbe potuto essere chiamato, qualora necessario, in sua vece
Mirzá Yahyá, secondo quanto affermato da una delle sue mogli, che temporaneamente l’aveva abbandonato, avvelenò anche la fonte che forniva l’acqua per la famiglia e i compagni di Bahá’u’lláh; e in conseguenza di ciò, gli esuli avevano presentato strani sintomi di malattia. Inoltre, a poco a poco, e con molta circospezione, Mirzá Yahyá aveva manifestato ad uno dei compagni, Ustád Muhammad-‘Alíy-i-Salmání, il barbiere, … il suo desiderio che egli assassinasse, in qualche occasione propizia, Bahá’u’lláh, mentre lo assisteva nel bagno.  … costui avvertì un forte desiderio di uccidere Mirzá Yahyá immediatamente, … ma lo evitò per timore di far dispiacere a Bahá’u’lláh. … e Sebbene … gli fosse raccomandato…, di non far parola con nessuno di quella perfida proposta, il barbiere non fu in grado di restare tranquillo e rivelò il segreto, gettando perciò la comunità in grande costernazione. Bahá’u’lláh stesso affermò che Mirzá Yahyá, negò (oscenamente) tale proposito e lo attribuì a quello stesso barbiere.
La separazione tra i seguaci di Ṣubḥ-i Azal "Azalí" e i seguaci di Bahá’u’lláh "Bahá’í" divenne molto evidente nel 1865 quando per Bahá’u’lláh fu inevitabile confermare solennemente a colui che era il designato del Báb il carattere della Sua Missione. Incaricò allora Mirzá Áqá Ján, un Suo amanuense, di portare a Mirzá Yahyá la Súriy-i-Amr, recentemente rivelata, che infallibilmente affermava quei diritti, e leggergli ad alta voce il suo contenuto, chiedendo un’inequivocabile e conclusiva sua risposta. Mirzá Yahyá chiese un giorno di tempo per meditare sulla risposta, richiesta che fu accettata. Tuttavia la sola risposta che venne fuori, fu una contro-dichiarazione che specificava l’ora e il minuto in cui egli aveva ricevuto una rivelazione indipendente, che comportava l’assoluta sottomissione a lui dei popoli della terra, sia in oriente che in occidente.
Nel mese di settembre del 1867 (in Adrianopoli) avvenne un fatto assai significativo che umiliò e sconfisse moralmente e irrevocabilmente Mirzá Yahya e i suoi sostenitori. Ciò successe quando un babí di Shiraz, Mír Muhammad, fortemente sdegnato per le pretese e per il codardo ritiro di Mirzá Yahya riuscì a costringere Siyyid Muhammad a indurre Mirzá Yahya ad incontrare Bahá’u’lláh faccia a faccia, in maniera che potesse essere fatta pubblicamente una distinzione tra il vero e il falso.
Presupponendo che il suo illustre Fratello non avrebbe mai approvato una tale proposta, Mirzá Yahyá indicò come luogo d’incontro la moschea del Sultano Salim. 
Non appena Bahá’u’lláh fu informato di quell’accordo, nel caldo del mezzogiorno, s’incamminò verso quella moschea, ch’era un po’ fuori mano rispetto al suo domicilio. Mír Muhammad ch’era corso ad annunciare ai presenti l’accettazione e quindi l’arrivo di Bahá’u’lláh tornò rapidamente indietro per dire che Mirzá Yahya, in seguito a circostanze impreviste, desiderava posporre d’un giorno o due l’incontro. Tornato a casa, Bahá’u’lláh scrisse l’accaduto su una pergamena, fissò il tempo dell’incontro rimandato, mise il suo sigillo sulla Tavola e, all’incaricato della consegna, disse di farsi avere un simile impegno da Mirzá Yahya per l’incontro rimandato, e che, nel caso non si presentasse all’appuntamento, mettesse per iscritto che le sue pretese erano false. Quell’istanza inoltrata a Mirzá Yahya tramite Siyyid Muhammad (l’anticristo della Rivelazione bahá’í), ebbe la promessa che il giorno successivo ci sarebbe stato il documento richiesto, ma ciò rimase lettera morta, malgrado i tre giorni di seguito nei quali il messo di Bahá’u’lláh rimanesse sul posto in attesa della promessa risposta.
All’amareggiante peso di queste tribolazioni (avvenute ad Adrianopoli) doveva aggiungersi per Bahá’u’lláh l’amaro dolore (ad Akká) di un’improvvisa tragedia, la perdita prematura del nobile, del pio Mirzá Mihdí, il Ramo Più Puro, il ventiduenne fratello di ‘Abdu’l-Bahá, amanuense di Bahá’u’lláh e compagno del Suo esilio sin dai giorni in cui, ancora bambino, fu portato da Teheran a Baghdad a raggiungere Suo Padre … Egli stava percorrendo il tetto della caserma al crepuscolo, una sera, rapito nelle sue solite devozioni, quando cadde, attraverso l’abbaìno incustodito, su una cassa di legno che si trovava sul sottostante pavimento, cassa che penetrò tra le sue costole e causò, ventidue ore dopo, la sua morte, il 23 giugno 1870.
Né fu questa la piena misura delle afflizioni sofferte dal Prigioniero di Akká e dei Suoi compagni d’esilio. Quattro mesi dopo quel tragico lutto, una mobilitazione delle truppe turche rese necessario lo spostamento dalla caserma, di Bahá’u’lláh e di tutti coloro che l’accompagnavano. Dapprima fu loro assegnata una abitazione poi un’altra e poi un’altra ancora, quest’ultima così insufficiente per le loro necessità che in una delle stanze dovettero adattarsi non meno di tredici persone d’ambo i sessi.
```
Il loro severo confinamento era appena stato mitigato e le guardie che li avevano sorvegliati tolte, quando una crisi interna, fermentata nel mezzo della comunità, raggiunse un improvviso e catastrofico culmine. La condotta di due degli esuli che erano stati inclusi nella comitiva che accompagnò Bahá’u’lláh ad Akká era stata tale, che Egli fu costretto infine ad espellerli; un atto dal quale Siyyid Muhammad non esitò a trarre pieno vantaggio. Rafforzato da questi espulsi, egli, assieme ai suoi vecchi soci che agivano come spie, s’impegnò in una campagna d’insulti, calunnie e intrighi ben più perniciosi di quelli che erano stati da lui lanciati a Costantinopoli, cercando di eccitare una popolazione già prevenuta e sospettosa ad un nuovo grado di animosità e eccitazione. Un nuovo pericolo minacciava ora chiaramente la vita di Bahá’u’lláh. Sebbene Egli stesso avesse strettamente proibito ai Suoi seguaci, in parecchie occasioni, sia verbalmente che per iscritto, ogni atto di rappresaglia contro i loro tormentatori, ed avesse anche rimandato a Beirut un irresponsabile arabo convertito, che aveva meditato di vendicare i torti sofferti dal suo Beneamato Capo, sette dei compagni celatamente cercarono ed uccisero tre loro persecutori, inclusi Siyyid Muhammad ed Áqá Ján
[
34
]
.
```

La costernazione che si impossessò della già oppressa comunità, fu indescrivibile. L’indignazione di Bahá’u’lláh non conobbe limiti. "Dovessimo Noi", Egli così esprime le Sue emozioni, in una Tavola rivelata poco dopo che questo atto era stato commesso, "fare menzione di ciò che Ci è accaduto, i cieli verrebbero squarciati in due parti e i monti crollerebbero". "La Mia prigionia", Egli scrisse in un’altra occasione, "non può nuocermi. Ciò che può nuocermi è la condotta di coloro Che mi amano, che pretendono di essere congiunti a Me, eppure commettono ciò che fa gemere il Mio cuore e la Mia Penna". Ed ancora: "La Mia prigionia non può portarmi vergogna. Anzi, per la Mia vita, essa Mi conferisce gloria. Ciò che può farmi vergognare è la condotta di quei Miei seguaci che professano di amarmi, mentre in realtà seguono il Maligno".
Egli stava dettando le Sue Tavole all’amanuense, quando il governatore, alla testa delle sue truppe con le sciabole sguainate, circondò la Sua casa. L’intera popolazione, come altresì le autorità militari, era in uno stato di grande agitazione. Le grida ed il clamore della gente potevano essere uditi da ogni parte. Bahá’u’lláh fu perentoriamente convocato in Governatorato, interrogato, tenuto in custodia la prima notte, con uno dei Suoi figli, in una camera del Khán-i-Shávirdí, e trasferito per le due notti successive in stanze migliori nelle vicinanze; … Durante la prima notte ‘Abdu’l-Bahá venne gettato in prigione e incatenato, dopo di che Gli fu permesso di raggiungere Suo Padre. Venticinque dei compagni vennero gettati in un’altra prigione e messi ai ceppi. Tutti, eccetto i responsabili di quell’atto odioso, il cui imprigionamento durò parecchi anni, furono, dopo sei giorni, trasferiti al Khán-i-Shávirdí e là tenuti per sei mesi sotto confino.
"È giusto", domandò baldanzosamente il Comandante della città, rivolgendosi a Bahá’u’lláh, dopo che Egli fu giunto al Governatorato, "che alcuni dei vostri seguaci agiscano in modo simile?" "Se uno dei vostri soldati", fu la pronta replica, "commettesse un’azione reprensibile ne sareste voi considerato responsabile e punito in sua vece?" Quando, interrogato, gli venne chiesto di dichiarare il Suo nome ed il paese di dove era venuto, Egli rispose: "Ciò è più manifesto del sole". La stessa domanda gli venne fatta un’altra volta alla quale Egli diede la seguente risposta: "Non ritengo convenevole menzionarlo. Riferitevi al farmán del governo che è in vostro possesso." Una volta ancora essi, con distinta deferenza, ripeterono la loro richiesta, al che Bahá’u’lláh pronunciò con maestà e forza queste parole: "Il Mio Nome è Bahá’u’lláh (lo Splendore di Dio), ed il Mio paese è Núr (Luce). Siate informati di ciò" Rivolgendosi quindi al Muftí Egli rivolse a lui parole di velato rimprovero, dopo di che Egli parlò all’intera adunanza, in un linguaggio così veemente ed elevato che nessuno ebbe il coraggio di rispondergli. Dopo aver citato dei versetti dalla Súriy-i-Mulúk, Egli si alzò e lasciò la riunione. Non molto dopo il Governatore Gli comunicò che era libero di tornare a casa sua e si scusò per ciò che era accaduto.
Per un più ampio quadro dei fatti e delle vicende avvenute in tale periodo di storia babí/bahá’í si consiglia la lettura o lo studio integrale del libro citato (Dio passa nel Mondo, in bibliografia).
È utile ricordare che il Babismo è nato dallo sciismo duodecimano, con nozioni di messianismo escatologico, di "Taqiya" (dissimulazione) e di "Jihād" (guerra santa) contro gli eretici, come appare dall'episodio della battaglia di Shaykh Ṭabarsí e il comportamento di Ṣubḥ-i Azal in esilio a Baghdad. In tale tradizione la guida religiosa non è soltanto un'autorità spirituale, ma ha anche il beneficio di doni che riceve dai seguaci ("sihmu l-imám" : "la parte della guida").
Il contrasto tra i seguaci di Bahá'u'lláh e quelli di Ṣubḥ-i Azal s'evidenziò perciò nettamente, tanto che il governo ottomano li separò, relegando un gruppo con Ṣubḥ-i Azal a Famagosta nell'isola di Cipro, e un altro gruppo con Bahá'u'lláh nella colonia penitenziaria di San Giovanni d'Acri (ʿAkká) in Palestina. Lasciarono Andrianopoli il 12 d'agosto del 1868, (22º giorno di Rabí'u 'l-Thání 1285 E).

### Esilio a Famagosta

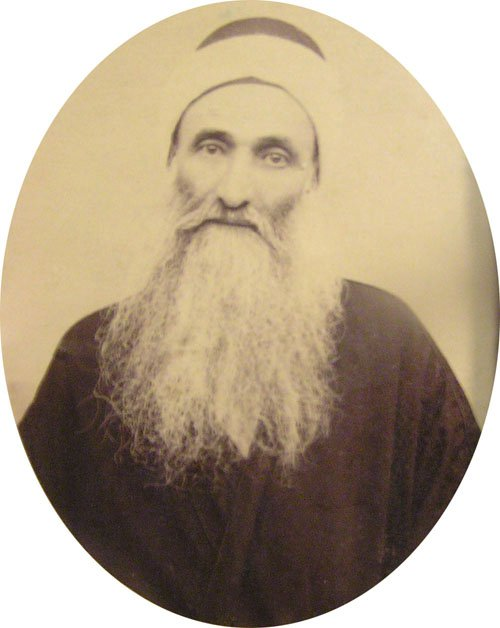
Ṣubḥ-i Azal a 80 anni, fotografia di un fotografo sconosciuto eseguita a Famagosta nel 1911 circa.

Il 5 settembre 1868 Ṣubḥ-i Azal arrivò a Cipro con i membri della sua famiglia (due mogli, sei figli e quattro figlie, più la moglie e la figlia di suo figlio Aḥmad), alcuni discepoli e quattro Baha'i (Áqá 'Abdu l-Ghaffár Iṣfáhání, Mírzá ʿAlíy-i Sayyáh, Mishkín-Qalam et Áqá Muḥammad Báqir-i Qahvihchí), che erano stati mandati a Cipro con Ṣubḥ-i Azal con lo scopo di sorvegliare da vicino i suoi movimenti e di impedire ogni possibile eventuale incontro che avrebbe potuto avere con dei Persiani di passaggio, come mostra la testimonianza di Shaykh Ibrahím raccolta da E. G. Browne. 
Mírzá ʿAlíy-i-Sayyáh era accompagnato da sua moglie, tre figli, una figlia ed una serva, Áqá Ḥusayn-i-Iṣfáhání, e una serva. Mírzá ʿAlíy-i Sayyáh e Áqá Muḥammad-Báqir-i Qahvihchí morirono a Cipro nel 1871 e nel 1872, Áqá ʿAbdu l-Ghaffár Iṣfáhání riuscì a fuggire il 29 settembre|1870, mentre Mishkín-Qalam (uno dei quattro Baha'i) era ancora prigioniero a Famagosta con Ṣubḥ-i-Azal quando l'isola passò sotto amministrazione britannica il 22 luglio 1878, quando il Luogotenente Generale Sir Garnet Wolseley sbarcò a Larnaca per prendere possesso dell'isola di Cipro in qualità di Alto Commissario, in seguito agli accordi difensivi anglo-turchi del 4 giugno dello stesso anno.
Della decina d'anni trascorsi da Ṣubḥ-i-Azal a Famagosta sotto l'occupazione ottomana - tra il 1868 e il 1878 - non rimane nessuna traccia ufficiale, i registri essendo stati persi o distrutti. Durante l'occupazione inglese dell'isola, due rapporti furono scritti su di lui, il primo nel 1878 e il secondo nel 1879. Nel primo è presentato come segue:"Subbe Ezel. Handsome, well-bred looking man, apparently about 50"; mentre nel secondo si precisa che: "Has family of 17". L'atto di accusa che giustifica la sentenza d'esilio a vita è d'aver complottato contro l'Islam e la Sublime porta.

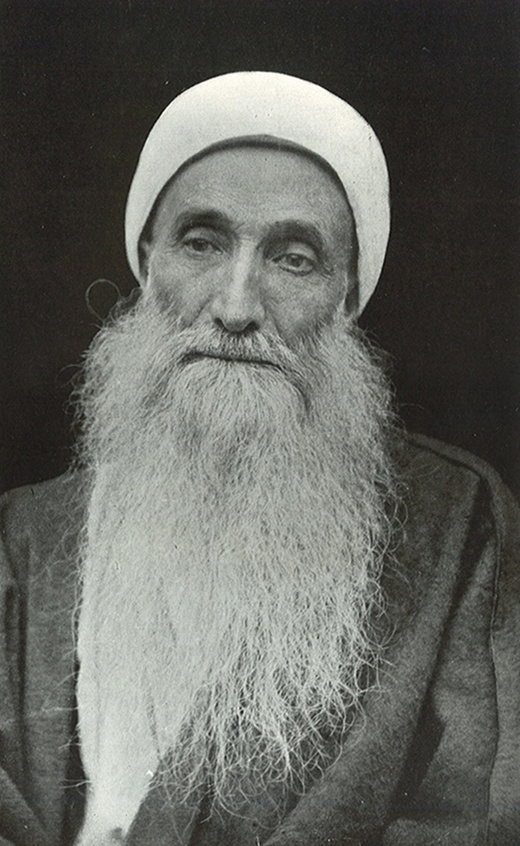
Ṣubḥ-i-Azal all'età di 80 anni, fotografia pubblicata di fronte alla p. 264 di The Fringe of the East di Harry Charles Lukach nel 1913, eseguita a Famagosta nel 1911 circa.

Il 5 settembre 1879 il nuovo Alto Commissario, Sir Robert Biddulph, inviò una lettera al ministero degli affari esteri a proposito di questi prigionieri di Stato, precisando che "they are in receipt of a monthly allowance but are not permitted to leave the island". Domandò che il Governo ottomano li autorizzasse a ritornare nella loro Patria d'origine. Il 29 settembre 1879, il marchese di Salisbury, ministro britannico degli Affari esteri, incaricò E.B. Malet, rappresentante della Gran Bretagna a Costantinopoli, di occuparsi della faccenda. Questi inviò una nota in tal senso alla Sublime Porta il 10 ottobre seguente, facendo notare che "their continuance in Cyprus is a source of inconvenience to the Administration of that Island".
L'amministrazione britannica dell'isola avrebbe infatti preferito fare l'economia delle rendite che erano versate a questi prigionieri; rendita che, per quel che concerne Ṣubḥ-i Azal, ammontava a 1193 piastre al mese.
La reazione delle autorità ottomane a questa richiesta fu sorprendente. 
Il 16 gennaio 1880, fu inviata all'ambasciata britannica a Costantinopoli una nota del ministero della Giustizia, dalla quale risulta che l'accusa portata contro Ṣubḥ-i Azal per giustificare il suo esilio non era più d'aver complottato contro l'Islam e la Sublime Porta, ma era stata cambiata in quella molto più infamante di "sodomia". Il 20 gennaio dello stesso anno, una nota del ministero ottomano della Polizia, comunicata dall'ambasciata britannica di Costantinopoli a Sir Robert Biddulph (che la ricevette il 24) comunicava che Ṣubḥ-i Azal e Mishkín-Qalám fossero rimessi alle autorità ottomane per essere trasferiti come detenuti a San Giovanni d'Acri. L'accusa di sodomia contro Ṣubḥ-i Azal era però mantenuta.
Messo di fronte a questa esigenza, Sir Robert Biddulph, in un rapporto al ministero degli Affari esteri dell'11 marzo 1880, fornisce tutte le informazioni al proposito che sono in suo possesso, e nota che "With regard to Subhi Ezzel, Sir R. Biddulph said that he could not discover any ground for the statement that his offense was [sodomy], his own statement being that he was falsely accused of preaching against the Turkish religion, and his bitter enemy -Muskin Kalem- also stating that the offense was heresy." Aggiunge che "they were condemned for "Babieisme" to seclusion for life in a fortress. This sentence was given by Imperial Firman and not by any judicial tribunal..." Si trattava dunque di prigionieri per reati d'opinione e non di condannati, riconosciuti colpevoli da un tribunale e regolarmente condannati per dei delitti di diritto comune.
In seguito a questo rapporto, il ministero degli Affari esteri diede l'ordine di liberare i due prigionieri, autorizzandoli a lasciare l'isola di Cipro se lo desideravano. Le loro rendite sarebbero state ancora pagate solo se sceglievano di continuare a restare nell'isola. Questa decisione fu comunicata alla sublime Porta, precisando che (poiché essa insisteva perché fossero trasferiti come prigionieri a San Giovanni d'Acri) i due Persiani imprigionati a Famagosta lo erano evidentemente a causa delle loro opinioni religiose, e il governo britannico non poteva trattenerveli sotto questo capo d'accusa.
Il 24 marzo 1881, Ṣubḥ-i Azal fu dunque ufficialmente informato che era libero di andare dove voleva, in risposta inviò a Sir Robert Biddulph una lettera, nella quale gli domandava di poter restare sotto la protezione britannica, poiché temeva per la sua protezione. Ṣubḥ-i Azal rimase dunque a Cipro, libero, e l'Impero britannico continuò a versargli la pensione che gli era stata versata fino ad allora dalla Sublime Porta ottomana come prigioniero di Stato.
L'altro citato prigioniero da far liberare, era uno dei quattro Baha'i (Áqá 'Abdu l-Ghaffár Iṣfáhání, Mírzá ʿAlíy-i Sayyáh, Mishkín-Qalam et Áqá Muḥammad Báqir-i Qahvihchí), che erano stati mandati a Cipro con Ṣubḥ-i Azal, ed era un brillante calligrafo (da qui il suo soprannome di "Qalam", cioè "la penna, o "il pennello"). Mishkín-Qalam, durante quel periodo d'internamento, impartì delle lezioni di persiano anche a Claude Delaval Cobham, che si rammaricò per la sua partenza verso San Giovanni d'Acri, dove, benché ora fosse totalmente libero, volle andare a ricongiungersi, dopo quasi dieci anni di forzata e triste separazione, al gruppo di seguaci di Bahá'u'lláh ch'erano là internati.
Durante tutti tali anni di esilio a Cipro, gli Azali vissero tra di loro e sotto stretta sorveglianza, e Ṣubḥ-i Azal non fece mai del proselitismo poiché non voleva avere dei problemi col governo. Gli abitanti di Famagosta lo consideravano come un santuomo musulmano e sembrava vivere come loro.

### Morte
Secondo la testimonianza di suo figlio Riḍván ʿAlí, Ṣubḥ-i Azal morì a Famagosta il lunedì 29 aprile 1912 alle ore sette del mattino e i suoi funerali si svolsero nel pomeriggio dello stesso giorno. Non essendo presente nessuno dei "Testimoni del Bayán", fu sepolto secondo il rito musulmano.

## Famiglia
Secondo E.G. Browne, Ṣubḥ-i Azal ebbe più mogli e almeno 9 figli e 5 figlie. Suo figlio Riḍván ʿAlí sostiene che suo padre ebbe 11 o 12 mogli. Altre fonti danno fino a 17 mogli, di cui 4 in Persia e almeno 5 a Bagdad, benché non sia chiaro se fosse contemporaneamente o successivamente. Nabil nella sua cronaca sostiene che Subh-i Azal sposò pure in modo infamante una vedova del Bab. ·  Un'altra fonte ancora parla di cinque mogli. È in ogni caso certo che durante gli anni del suo esilio a Cipro, dove era giunto accompagnato da due mogli (Fatima e Ruqiyya), Ṣubḥ-i Azal visse con una sola moglie, la prima essendo morta subito dopo il loro arrivo nell'isola.
Sempre secondo E.G. Browne, dopo la morte di suo padre, uno dei figli di Ṣubḥ-i Azal, Riḍván ʿAlí, dopo aver lasciato Famagosta per un certo periodo, si mise al servizio di Claude Delaval Cobham e si convertì all'Ortodossia col nome di "Costantino il Persiano".

## Successione di Ṣubḥ-i Azal
Secondo la testimonianza di Riḍván ʿAlí raccolta da E.G. Browne, nessuno dei "Testimoni del Bayán" era presente ai funerali di Ṣubḥ-i Azal, ciò spiega la nomina di un assente come suo successore alla guida della comunità: Mirza Yahya Dawlatabadi, il figlio di Aqa Mirza Muhammad Hadi Dawlatabadi, la successione era così formalmente garantita.

## Posterità
Dopo la sua morte i Babi deperirono durante il XX secolo, anche se alcuni ebbero un ruolo importante nella rivoluzione costituzionale persiana dal 1905 al 1911. Vivevano la loro fede di nascosto in un contesto musulmano e non si dotarono mai di un sistema organizzativo su vasta scala.
Oggi rimangono solamente alcune migliaia di seguaci di Ṣubḥ-i-Azal, che si danno il nome di "Popolo del Bayán" e sono chiamati Bábí / Bayáni / Azalí, specialmente in Iran e in Uzbekistan, ma è impossibile dare una cifra esatta, poiché continuano a praticare la dissimulazione (taqīya) e vivono senza distinguersi dai musulmani che li circondano. Alcuni si sono stabiliti negli Stati Uniti d'America, dove sono stati ripubblicati gli scritti di August J. Stenstrand in difesa di Ṣubḥ-i-Azal, pubblicati per la prima volta tra il 1907 e il 1924.

## Opere
Ṣubḥ-i Azal ha lasciato un importante numero di scritti, la maggior parte dei quali non sono mai stati tradotti. Alcuni di questi testi sono pubblicati nella lingua originale (persiano o arabo) sul sito della Religione del Bayán. In traduzione inglese si può leggere il Risalij-i Muluk (Trattato sulla Regalità), scritto nell'agosto del 1895, in risposta ad alcune domande che gli erano state fatte da A.-L.-M. Nicolas.
Per ulteriori informazioni, si veda MacEoin Denis, voce <<Azalí Babism>> in <<Encyclopaedia Iranica>>,  Archiviato il 16 aprile 2019 in Internet Archive. visualizzato il 10 aprile 2008
Secondo indicazioni del Báb, Ṣubḥ-i Azal ha completato il Bayān persiano(traduzione in francese). Il Báb non completò i suoi due Bayán (l'arabo e il persiano), che avrebbero dovuto essere composti da 19 "Unità" (wahid, il cui valore numerico equivale a 19 secondo la numerazione Abjad), composte da 19 capitoli (o "Porte" = abwāb, singolare = bāb), il numero 19 avendo nel Babismo un importante ruolo simbolico, come pure il numero 361 (19x19 Kull-i-Shay' = "Totalità", il cui valore numerico equivale a 361). Il Bayán persiano è formato da 9 unità complete e da 10 capitoli (o Porte), mentre il Bayān arabo da 11 unità complete. Ṣubḥ-i Azal scrisse un'opera intitolata Motammem al-Bayán (Supplemento al Bayán) per dare al Bayán persiano lo stesso numero di unità complete del Bayán arabo.
Bahá'u'lláh scrisse nel 1862 il suo Kitāb-i Iqan (Libro della Certezza), considerato dai Bahá'i come il complemento del Bayán rivelato da "Colui che Dio renderà manifesto" annunciato dal Báb.

### Fonti
E. G. Browne
- "Kitab-i Nuqtatu'l-Kaf", Being the Earliest History of the Babis, scritta da Hajji Mirza Jani di Kashan tra il 1850 e il 1852, edita da E. G. Browne.
- "A Traveller's Narrative: Written to illustrate the episode of the Bab", scritto da `Abdu'l-Bahá, tradotto da E.G. Browne (1886) e ripubblicato da Kalimát Press, Los Angeles, 2004, con note del traduttore), ISBN 1-890688-37-1
- A Year Amongst the Persian, scritto da E. G. Browne, pubblicato da A & C Black Ltd, Londra, 1893.
- "A Traveller's Narrative: Written to illustrate the episode of the Bab", scritto da `Abdu'l-Bahá, tradotto da E.G. Browne e pubblicato da Cambridge University Press, Cambridge, 1891 (vedere l'introduzione e le note (w) di Browne)
- Shoghi Effendi: Dio passa nel mondo - Arti Grafiche ERREPI, Milano - Prima edizione italiana 1968 - a cura del Comitato baha'i di Traduzione e Pubblicazione, Roma, Via Stoppani, 10
- "Personal Reminiscences of the Babi Insurrection at Zanjan in 1850", scritto da Aqa 'Abdu'l-Ahad-i-Zanjan, tradotto da E.G. Browne e pubblicato inJournal of the Royal Asiatic Society, 1897, v. 29, p. 761–827
- Materials for the Study of the Bábí Religion, scritto da E.G. Browne (1918), pubblicato da Cambridge University Press, Cambridge.

Michele Lessona
- I Babi scritto da Michele Lessona (Torino, Ermanno Loescher ed., 1881). Pubblicazione digitalizzata di East Lansing, Mi., H-Bahai, 2003.

Clément Huart
- La religion de Bâb, Réformateur persan du XIXe siècle, scritto da Clément Huart, Ernest Leroux ed., Parigi, 1889.

Arthur de Gobineau
- Religions et philosophies dans l'Asie Centrale, scritto da Arthur de Gobineau e pubblicato da Ernest Leroux, Parigi, 3ª edizione, 1900.

A.-L.-M. Nicolas
- Le Livre de Sept Preuves de la Mission du Bab. Tradotto da Louis Alphonse Daniel Nicolas (A.-L.-M.) e pubblicato dalla Librairie Orientale et Americaine, Parigi, 1902. (Reprinted. East Lansing, MIchigan, H-Bahai, 2004.
- Seyyed Ali Mohammad dit le Báb, scritto da A.-L.-M. Nicolas, pubblicato da Dujarric & Cie Éditeurs, Parigi, 1905.
- Le Beyan Arabe. Le Livre Sacré du Babysme scritto da Seyyed Ali Mohamed detto il Bab. Tradotto dall'Arabo da Louis Alphonse Daniel Nicolas, (A.-L.-M.), Parigi, Ernest Leroux, 1905. Reprinted. East Lansing, Michigan, H-Bahai, 2004.
- Le Beyan Persan scritto da Seyyed Ali Mohmmed detto il Bab, tradotto da Louis Alphonse Daniel Nicolas (A.-L.-M.) et édité par la Librairie Paul Geuthner, Paris, 1911, 1913, 1914. Reprinted East Lansing, MIchigan, H-Bahai, 2004.
- Qui est le successeur du Bâb? , scritto da A.-L.-M. Nicolas, pubblicato da Adrien Maisonneuve, Parigi, 1933.
- Les Behahis et le Bab, scritto da A.-L.-M. Nicolas e pubblicato dalla Librairie Orientaliste Paul Geuthner, Parigi, 1933. Reprinted. East Lansing, Michigan, H-Bahai, 2010.
- Massacres de Babis en Perse, scritto da A.-L.-M. Nicolas e pubblicato dalla Librairie d'Amerique et d'Orient, Parigi, 1936. Reprinted East Lansing, Michigan, H-Bahai, 2010.

### Scritti di Azali
- A Brief Biography of His Holiness Ṣubḥ-i-Azal, scritto da 'Aṭṭíya Rúḥí.
- http://www.lulu.com/product/couverture-souple/the-complete-call-to-the-heaven-of-the-bayan/1327565[collegamento interrotto], scritto da August J. Stenstrand, edito da Muhammad Abdullah al-Ahari con un'introduzione di G. E. Browne sul Babismo e pubblicato dalla Magribine Press, Chicago, 2006, ISBN 978-1-56316-953-3.
- The Bahá'í Faith: Its History and Teachings, scritto da William McElwee Miller, pubblicato dalla William Carey Library, Pasadena, CA, 1974. ISBN 0-87808-137-2.

### Scritti bahai
- Bahá'u'lláh: Il Libro della Certezza - Casa Editrice Baha'i, 1994 - ISBN 88-7214-022-6
- "The Dawn-Breakers: Nabíl's Narrative", scritto in persiano alla fine del XIX secolo da Muḥammad-i-Zarandí (Nabíl-i-A'ẓam), tradotto in inglese da Shoghi Effendi e pubblicato da Bahá'í Publishing Trust, Wilmette, (Illinois, USA), 1932, ISBN 0-900125-22-5
- The Dawn-Breakers; tradotto in italiano come: Gli Araldi dell'Aurora, La narrazione di Nabil, 1978, Casa Ed. Baha'i S.R.L. - Stampato presso Linotipia Veronese di Alfio Fiorini, Verona IT
- Dio passa nel mondo, di Shoghi Effendi; Roma 1968 - edizione del Comitato Baha'i di Traduzione e Pubblicazione, Roma Via Stoppani, 10; stampato da Arti Grafiche ERREPI, Milano
- My Memories of Bahá'u'lláh Archiviato il 6 giugno 2007 in Internet Archive., scritto da Ustád Muḥammad-'Alíy-i-Salmání e pubblicato da Kalimát Press, Los Angeles, 1982.
- God Passes By (Dio passa nel mondo), scritto da Shoghi Effendi e pubblicato da Bahá'í Publishing Trust, Wilmette, (Illinois, USA), 1944, ISBN 0-87743-020-9.
- "The Cyprus Exiles" Archiviato il 14 maggio 2011 in Internet Archive., scritto da Moojan Momen e pubblicato in Bahá'í Studies Bulletin, 1991, p. 81-113.
- "Baha'u'llah's Surah of God : Text, Translation, Commentary", tradotto da Juan Cole e pubblicato in Translations of Shaykhi, Babi and Baha'i Texts, 2002, vol. 6, nº 1.
- La Fede Bahá'í in India - Francesco Stermotich Cappellari - Casa Editrice Bahá'í 2016 - ISBN 978-88-7214-162-5

### Studi
(in ordine alfabetico)
- (EN)  Abbas Amanat, Resurrection and Renewal, the making of the Babi Movement in Iran, 1844-1850, Cornell University Press, Ithaca e Londra, 1989. ISBN 0-8014-2098-9
- (EN)  Nima Wahid Azal, "Invoking the Seven Worlds: An acrostic prayer by Mīrzā Yaḥyā Nūrī Ṣubḥ-i-Azal", Luvah: Journal of the Creative Imagination, Summer 2013, p. 1-37, ISSN 2168-6319 (WC · ACNP).
- (FR)  Fabrizio Frigerio, Un prisonnier d'État à Chypre sous la domination ottomane : Soubh-i Ezèl à Famagouste  (PDF) in: Πρακτικά του Γ Διεθνούς Κυπρολογικού Συνέδριου (Atti del III Congresso Internazionale di Studi Ciprioti), Nicosia, Cipro, 2001, vol. 3, p. 629-646.
- (EN)  Denis MacEoin, "Division and authority claims in Babism (1850-1866)", in: Studia iranica, Paris, t. 18, fasc. 1, 1989, pp. 93–129.
- (EN)  Denis MacEoin, The Sources for Early Bābī Doctrine and History, E.J. Brill, Leiden, 1992, ISBN 90-04-09462-8.
- (EN)  William McCants e Kavian Milani, "The History and Provenance of an Early Manuscript of the Nuqtat al-kaf Dated 1268 (1851–52)", in: Iranian Studies, settembre 2004, volume 37, n. 3, p. 431-449.
- (EN)  Manúchihrí Sipihr, "The Practice of Taqiyyah (Dissimulation) in the Babi and Bahai Religions", in: Research Notes in Shaykhi, Babi and Baha'i Studies",1999, v.3, nº3.
- (EN)  Manúchihrí Sipihr, "The Primal Point's Will and Testament", in: Research Notes in Shaykhi, Babi and Baha'i Studies, 2004, v.7, nº2.